# Luis Hernán Álvarez
Pour les articles homonymes, voir Luis Álvarez et Álvarez.
Luis Hernán Álvarez (né à une date inconnue à Curicó et mort le 23 janvier 1991) est un footballeur chilien.
Il est le père des joueurs Cristian Álvarez et Iván Álvarez.

## Biographie
Luis Hernán Álvarez, originaire de la ville de Curicó, où il commence le football dans un club amateur, arrive chez le géant du Colo-Colo en 1958, club avec qui il reste jusqu'en 1966. Il inscrit en tout 37 buts lors de la saison 1963 (meilleur buteur du championnat). 
Lors de ses huit saisons pour le Colo-Colo, il a en tout inscrit 102 buts en 146 matchs.
En 1966, il rejoint le club du Deportivo Magallanes, où il est le meilleur buteur de la saison de son club avec 13 buts.
Il meurt le 23 janvier 1991 des suites d'un cancer de l’estomac.

## Palmarès

### Titres nationaux
| Titre                     | Club      | Pays  | Année |
| ------------------------- | --------- | ----- | ----- |
| Copa Chile                | Colo-Colo | Chili | 1958  |
| Primera División de Chile | Colo-Colo | Chili | 1960  |
| Primera División de Chile | Colo-Colo | Chili | 1963  |

### Titres individuels
| Distinction                              | Année |
| ---------------------------------------- | ----- |
| Goleador de la Primera División de Chile | 1963  |
| Mejor Deportista Fútbol Amateur          | 1957  |